# Det fantastiska äventyret
Det fantastiska äventyret (tjeckiska: Vynález zkázy) är en tjeckoslovakisk äventyrsfilm från 1958 i regi av Karel Zeman. Filmen är löst baserad på flera verk av Jules Verne, i synnerhet Det yttersta vapnet.
Filmen handlar om den rika och ondskefulla greve Artigas (spelad av Miloslav Holub) som tillfångatar en forskare för att med dennes hjälp skapa ett supersprängmedel och hota att ta över världen.